# Valča
Valča és un poble i municipi d'Eslovàquia que es troba a la regió de Žilina, al centre-nord del país. El 2022 tenia 1.773 habitants.

## Demografia
| Godina             | 1994 | 2004   | 2014   | 2024    |
| ------------------ | ---- | ------ | ------ | ------- |
| Nombre de persones | 1409 | 1502   | 1630   | 1802    |
| Diferència         |      | +6,60% | +8,52% | +10,55% |

| Godina             | 2023 | 2024   |
| ------------------ | ---- | ------ |
| Nombre de persones | 1804 | 1802   |
| Diferència         |      | −0,11% |